# Ring Almere
De Ring Almere is een ringweg rond Almere. De ring begint bij het knooppunt Gooimeer tussen de A6 en de N702. Vanaf dit punt wordt de ring gevormd door de N702, hier heet de weg Hogering. Het eerste stukje van de N702 telt 2x2 rijstroken. Men rijdt dan tussen Almere Stad en Almere Poort in.
Vervolgens komt men op het noordelijk gedeelte van de ring. Hier sluit de Tussenring (N703) aan op de ring, een verbinding halverwege de ringweg die de noordelijke en de zuidelijke ringweg verbindt. Vanaf dit punt heet de weg Buitenring. De Buitenring loopt langs Almere Buiten en sluit bij aansluiting 8 Almere-Oostvaarders aan op de A6. Dit gedeelte van de ring heeft 2x2 rijstroken, behalve ter hoogte van de rotondes waar de weg teruggaat naar 2x1 rijstroken.
De ring volgt vervolgens de A6 richting knooppunt Gooimeer. Het stuk A6 dat de zuidelijke ringweg vormt telt 4x2 rijstroken. De A6 komt langs Almere Buiten, Almere Stad en Almere Haven.
Almelo · Almere · Alkmaar · Alphen aan den Rijn · Apeldoorn · Assen · Barendrecht · Bergen op Zoom · Den Haag · Dordrecht · Eindhoven · Enschede · Groningen · 's-Hertogenbosch · Hilversum · Hoofddorp · Houten · Leeuwarden · Oud-Beijerland · Parkstad Limburg · Sneek · Tilburg · Utrecht · Weert · Zoetermeer · Zwolle

Ringwegen geheel uitgevoerd als autosnelweg: Amsterdam · Rotterdam

Opgeheven: Maastricht